# Ophiomidas reductum
Ophiomidas reductum är en ormstjärneart som beskrevs av Jean Baptiste François René Koehler 1904. Ophiomidas reductum ingår i släktet Ophiomidas och familjen Ophiolepididae. Inga underarter finns listade i Catalogue of Life.